# Mathieu Lamboley
Pour les articles homonymes, voir Lamboley.
Mathieu Lamboley est un compositeur français de musique de film né le 25 janvier 1980 aux Lilas. Il est le frère de l'actrice Juliette Lamboley.

## Biographie
Il suit des études au Conservatoire national supérieur de musique de Paris où il obtient cinq premiers prix (harmonie, contrepoint, fugue et forme, orchestration, piano),.
Il commence sa carrière de musique à l'image comme orchestrateur, collaborant notamment avec Grégoire Hetzel pour le film Un Conte de Noël d'Arnaud Desplechin. En 2004 il écrit sa première musique de film : Les oreilles n'ont pas de paupières d'Étienne Chaillou, film d'animation qui reçoit le grand prix de la meilleure création sonore dans la compétition court métrage au festival international du film d'Aubagne en 2005.
Il est sélectionné par l'ASCAP pour participer au Film music workshop 2006 à Los Angeles, ce qui lui permet d'enregistrer et diriger une de ses pièces symphoniques avec l'orchestre de Hollywood. Il travaille alors avec Hans Zimmer et James Newton Howard qui l'encouragent à écrire pour le cinéma.
Inspiré par Ravel, Debussy, Stravinsky et John Williams, Mathieu Lamboley a depuis collaboré sur de nombreux projets pour le cinéma, la télévision et la publicité avec des réalisateurs aussi variés qu'Yvan Attal, Pascal Chaumeil, Julie Delpy, Emmanuel Carrère, Antonin Peretjatko, Louis Leterrier, Laurent Tirard, Hugo Gélin ou Guillaume Canet  et également en animation avec la musique qu'il a écrite pour Minuscule 2 : Les Mandibules du bout du monde de Thomas Szabo et Hélène Giraud, interprétée par l'Orchestre national d'Île-de-France qu'il a dirigé pour l'occasion,,,, partition très remarquée par la critique.
En 2019, il participe jury du Très Court International Film Festival présidé par Michel Hazanavicius, et est le seul compositeur français nommé pour les prestigieuses World Soundtrack Awards (Catégorie prix du Public).
En 2020, il est nommé deux fois pour une récompense de l'International Film Music Critics Association (IFMCA) aux côtés notamment de John Powell, Christophe Beck ou Dan Levy,,,,,,,,,,,,,, et remporte le prix UCMF de la meilleure musique pour un film d'animation.
La même année, il compose la musique de l'adaptation du roman Le Discours de Fabrice Caro par le réalisateur Laurent Tirard avec Benjamin Lavernhe et Sarah Giraudeau, en sélection officielle au Festival de Cannes, puis celle du prochain film d'Antonin Peretjatko qui met en scène Anais Demoustier, Philippe Katerine et Josiane Balasko et enfin de La Fine Fleur de Pierre Pinaud avec Catherine Frot et Vincent Dedienne.
Yvan Attal le choisit en 2021 pour composer la musique de son film, Les Choses Humaines, une adaptation du roman de Karine Tuil, qui met en scène Ben Attal, Suzanne Jouannet, Charlotte Gainsbourg, Pierre Arditi, Mathieu Kassovitz, Audrey Dana et Benjamin Lavernhe. Le film est présenté à la Mostra de Venise et au Festival du cinéma américain de Deauville.
Cette même année est présenté au Festival de Cannes le film Ouistreham, d'Emmanuel Carrère, à l'ouverture de la Quinzaine des réalisateurs. L'écrivain à succès a fait appel à Mathieu Lamboley, pour composer une partition inspirée par la musique répétitive américaine,.
Il est choisi pour composer la musique de la série évènement Lupin ,,, diffusée sur  Netflix depuis 2021, du showrunner Louis Leterrier et mettant en scène Omar Sy, Ludivine Sagnier, Clotilde Hesme et Nicole Garcia. Il propose une partition remarquée qui mêle orchestre et rythmiques hip-hop,,,,,. Le succès de la série conduit Mathieu Lamboley à composer la musique des saisons suivantes et marque un tournant international dans sa carrière de compositeur.
Il compose pour le film Cold Storage de Jonny Campbell, avec Liam Neeson, Joe Keery et Georgina Campbell, attendu en salles en 2025. Il compose également la bande originale de la série allemande à succès Cassandra, crée par Benjamin Gutsche produite par Christian Becker et Amara Palacios pour Netflix, sortie en 2025.

## Filmographie (sélection)

### Cinéma
- 2004 : Les oreilles n'ont pas de paupières d'Étienne Chaillou (court-métrage)
- 2009 : L'Apparition de la Joconde de François Lunel
- 2011 : Nos résistances de Romain Cogitore
- 2014 : Macadam Baby de Patrick Bossard
- 2014 : Libre et assoupi de Benjamin Guedj
- 2015 : Toute Première Fois de Noémie Saglio et Maxime Govare
- 2015 : Lolo de Julie Delpy
- 2016 : Un petit boulot de Pascal Chaumeil
- 2017 : Garde alternée d'Alexandra Leclère
- 2017 : Daddy Cool de Maxime Govare
- 2017 : Bonne Pomme de Florence Quentin
- 2017 : Boule et Bill 2 de Pascal Bourdiaux
- 2018 : Le Retour du héros de Laurent Tirard
- 2019 : Sœurs d'armes de Caroline Fourest
- 2019 : L'Autre Continent de Romain Cogitore
- 2019 : Minuscule 2 : Les Mandibules du bout du monde de Hélène Giraud et Thomas Szabo
- 2020 : La Pièce rapportée d'Antonin Peretjatko
- 2020 : Le Discours de Laurent Tirard
- 2020 : La Fine Fleur de Pierre Pinaud
- 2021 : Ouistreham d'Emmanuel Carrère
- 2021 : Les Choses humaines d'Yvan Attal
- 2021 : Le Dernier Mercenaire de David Charhon
- 2022 : Jack Mimoun et les Secrets de Val Verde de Malik Bentalha et Ludovic Colbeau-Justin
- 2022 : Le Tigre et le Président de Jean-Marc Peyrefitte
- 2022 : Les Têtes givrées de Stéphane Cazes
- 2022 : La Guerre des Lulus de Yann Samuell
- 2022 : Juste ciel ! de Laurent Tirard
- 2023 : Une zone à défendre de Romain Cogitore
- 2023 : Les Âmes sœurs d'André Téchiné
- 2024 : Cold Storage de Jonny Campbell

### Télévision
- 2008 : Cherche toujours (documentaire)
- 2011 : Pour Djamila
- 2012 : Climats
- 2013 : Super Fungi (documentaire)
- 2013 : Bardot, la méprise (documentaire)
- 2014 : Rocky IV : le coup de poing américain (documentaire)
- 2015 : Un père coupable
- 2016 : La Sociologue et l'Ourson (documentaire)
- 2017 : L'Homme dauphin, sur les traces de Jacques Mayol (documentaire)
- 2018-2025 : L'Art du crime (série TV : saisons 2, 3 et 4)
- 2021 : Lupin (série Netflix) Saison 1
- 2021 : Meurtres à Blois
- 2022 : Lupin (série Netflix) Saison 2
- 2023 : Lupin (série Netflix) Saison 3
- 2023 : Tobie Lolness (série France Télévision - Okoo)
- 2025 : Cassandra (série Netflix)

### Radio
- 2017 : Madame Bovary de Gustave Flaubert, fiction France Culture réalisée par Laure Egoroff.
- 2023 : Les voyages de Gulliver de Jonathan Swift, fiction France Culture avec l'Orchestre Philharmonique de Radio France
- 2025 : La Reine des neiges de Hans Christian Andersen, fiction France Culture avec l'Orchestre Philharmonique de Radio France

## Distinctions

### Récompenses
- Grand prix de la meilleure création sonore dans la compétition court métrage au Festival international Music & Cinema Marseille en 2005[48].
- Prix de la Meilleure musique originale pour une comédie aux Reel Music Awards 2018 pour Le Retour du héros[49].
- Prix de l'UCMF 2020 catégorie Meilleure musique pour un film d'animation pour Minuscule 2 : Les Mandibules du bout du monde[50].
- Grand prix SACEM de la musique pour l'image 2023[51]

### Nominations
- Nomination au prix de l'IFMCA 2019 catégorie Révélation de l'année[52].
- Nomination au prix de l'UCMF 2019 catégorie Cinéma pour Le Retour du héros aux côtés de Michel Legrand et Alexandre Desplat[53].
- Nomination aux World Soundtrack Awards 2019 catégorie Public Choice pour Minuscule 2 : Les Mandibules du bout du monde[54].
- Nomination au prix de l'IFMCA 2019 catégorie Meilleure musique pour un film d'animation pour Minuscule 2 : Les Mandibules du bout du monde[55].
- Nomination au prix Michel-Legrand 2021[56].
- Nomination au Prix des auditeurs France Musique - Sacem 2023 : catégorie meilleure musique originale de film pour Une zone à défendre[57].